# Lasioglossum floridanum
Lasioglossum floridanum är en biart som först beskrevs av Charles Robertson 1892.
Lasioglossum floridanum ingår i släktet smalbin och familjen vägbin. Arten förekommer i stora delar av USA, främst i de östra delarna.

## Beskrivning
Huvud och mellankropp är metalliskt ljusgröna till gulgröna. Huvudet är avlångt, framför allt hos hanen. Munskölden är mörkbrun på den övre halvan; hos hanen är den undre delen gulbrun eller, sällsynt, rent brun. Under munskölden har båda könen ett rödbrunt fält. Överläppen (labrum) och käkarna är gulbruna hos hanen. Antennerna är mörkbruna, med undersidan av de yttre lederna rödbruna. Vingarnas ribbor är ljust brungula, och vingfästena mörkare brungula. Benen är bruna; hos honan är emellertid de fyra bakre fötterna rödbruna, medan alla sex fötterna är brungula hos hanen. Tergiterna, ovansidans bakkroppssegment, är varmt gulgröna medan sterniterna, undersidans segment, är bruna. Alla segmenten har bakkanterna blekt, genomskinligt gula. Behåringen är vitaktig till gul och förhållandevis tät, framför allt hos honan. Arten är ett förhållandevis litet bi, även om det är stort för att vara ett smalbi: Kroppslängden är 4,7 till 6,7 mm för honan, med en framvingelängd på 3,9 till 4,4 mm. Motsvarande mått för hanen är omkring 5,5 mm kroppslängd, och omkring 4 mm för framvingen.

## Utbredning
Utan att vara särskilt vanlig finns arten i stora delar av USA, dock tämligen fragmenterat. Utbredningsområdet sträcker sig från Wisconsin i nordväst, Maryland i nordost till Texas i sydväst samt Georgia och Florida i sydöst.

## Ekologi
Lasioglossum floridanum är polylektisk, den flyger till blommande växter från många familjer: Korgblommiga växter som Chrysopsis, tistlar, ögonblomssläktet, Pyrrhopappus och silfier; ljungväxter som blåbärssläktet; törelväxter som Euphorbia corollata; ärtväxter som segelbusksläktet, färgväpplingssläktet och Galactia; rosväxter som Photinia, hagtornssläktet och hallonsläktet; snyltrotsväxter som Aureolaria pedicularia; palmer som Sabal palmetto samt brakvedsväxter som Ceanothus americanus. Flygtiden varar från februari till oktober.
Arten är ett solitärt bi där honan gräver ut larvbona i marken, framför allt i sand.

## Taxonomi
Fram till 2011 betraktades Lasioglossum floridanum som en underart till Lasioglossum pilosum (L. p. floridanus), tills Jason Gibbs fastslog att de var skilda arter med hjälp av morfologisk och DNA-analys kombinerat med det faktum att i de delar där båda taxonen överlappade deras respektive karakteristika inte förändrades med tiden.